# 拱門站
拱門站（英語：Archway tube station）是一個倫敦的地鐵車站，位於北倫敦的伊斯靈頓區，在高門站和圖夫尼爾公園站之間，每年總進出人數約為800萬人次。此站位於倫敦第2和第3收費區交界。